# 余力
余力（1923年—），曾名张公纬，江苏扬州人。中国特殊凿井学科与煤炭地下气化学科专家。

## 生平

### 民国时期
早年就读于南京中央大学，期间参加南京地区反对毒品泛滥的清毒运动，期间由南京清毒总会派出前往上海推广。抗日战争结束后，1945年后，他与江泽民等一批中央大学学生转到上海交通大学读书。1946年加入中国共产党；1947年，张公纬毕业于上海交通大学土木系。当年因为内战加剧，国民政府下令取消交大的航海、轮机二科，从而招致交大学生的全校抗议，1947年4月，千余名学生联名要求开展护校运动，并成立护校委员会，成员有周盼吾、周寿昌、张公纬等人。1947年，他与周盼吾、两科代表、校长吴保丰到南京教育部情愿，但招到教育部长朱家骅的否定。同年5月9日，交大学生决定集体向南京请愿，他担任晋京请愿团队总指挥，并在5月12日指挥编队演习；5月13日，他与副总指挥胡国定等人率领交大师生分批冲至上海北站。尽管当时火车站取消全部向南京方向的火车，但交大学生仍然自行组建机车和车皮、重新铺设铁轨，并自驾至麦根路，直至被蒋经国率领的青年军202师包围。直至14日凌晨，朱家骅与交大代表达成协议，史称“护校运动”。5月20日，国民政府淞沪司令部开具逮捕交大进步学生黑名单，其中张公纬也在被捕名单中。之后他在江泽民的掩护下，由中共地下党引导转移至晋冀鲁豫边区工作，改名余力。

### 人民共和国时期
中华人民共和国成立后，成为首批批派苏留学生之一。1956年春天，当时江泽民在苏联莫斯科斯大林汽车厂实习结束，准备召回加入长春汽车厂时，恰逢应邀出席欢迎朱德元帅的招待会，会上余力与江泽民再次相逢。同年，余力获苏联莫斯科矿业学院工学副博士学位。
回国后，余力担任开滦基建局副总工程师，中国矿业大学教授、建筑系副主任、系主任。1975年创泥浆淹水沉井103米深度中国纪录，1981年在曲阜单家村煤矿首创泥浆淹水沉井沉深192.75米的世界记录。1987年，煤炭地下气化推广遇到阻力，余力以上海同济大学名义向时任上海市市长的江泽民提交《上海及苏南煤炭地下气化可行性研究》的立项报告，得到后者的同意支持。1994年3月23日，由其主持的中国八五计划攻关项目“煤炭地下气化半工业性实验”在徐州新河矿点火成功。此外他还参与负责唐山刘庄、新汶孙村、肥城曹庄、昔阳等地下气化站的设计与运作。
此外他还担任江苏省煤炭学会第三届副理事长，第一、二、三、四届中国煤炭学会理事。著有《特殊凿井》、《沉井法凿井》等。

## 相关
- 煤炭地下气化（英语：Underground coal gasification）
- 护校运动